# Labeobarbus kimberleyensis
Labeobarbus kimberleyensis é uma espécie de peixe actinopterígeo da família Cyprinidae.
Apenas pode ser encontrada na África do Sul.